# Alte Post (Bielefeld)
Die Alte Post (auch Hauptpost) in der ostwestfälischen Stadt Bielefeld in Nordrhein-Westfalen ist ein im Jahr 1905 erbautes Gebäude in der Bielefelder Innenstadt im Bezirk Bielefeld-Mitte, das seit dem Jahr 1984 unter Denkmalschutz steht. Es gehört dem HFS-Immobilienfonds, der zur luxemburgischen Corestate Capital Group gehört.

## Geschichte

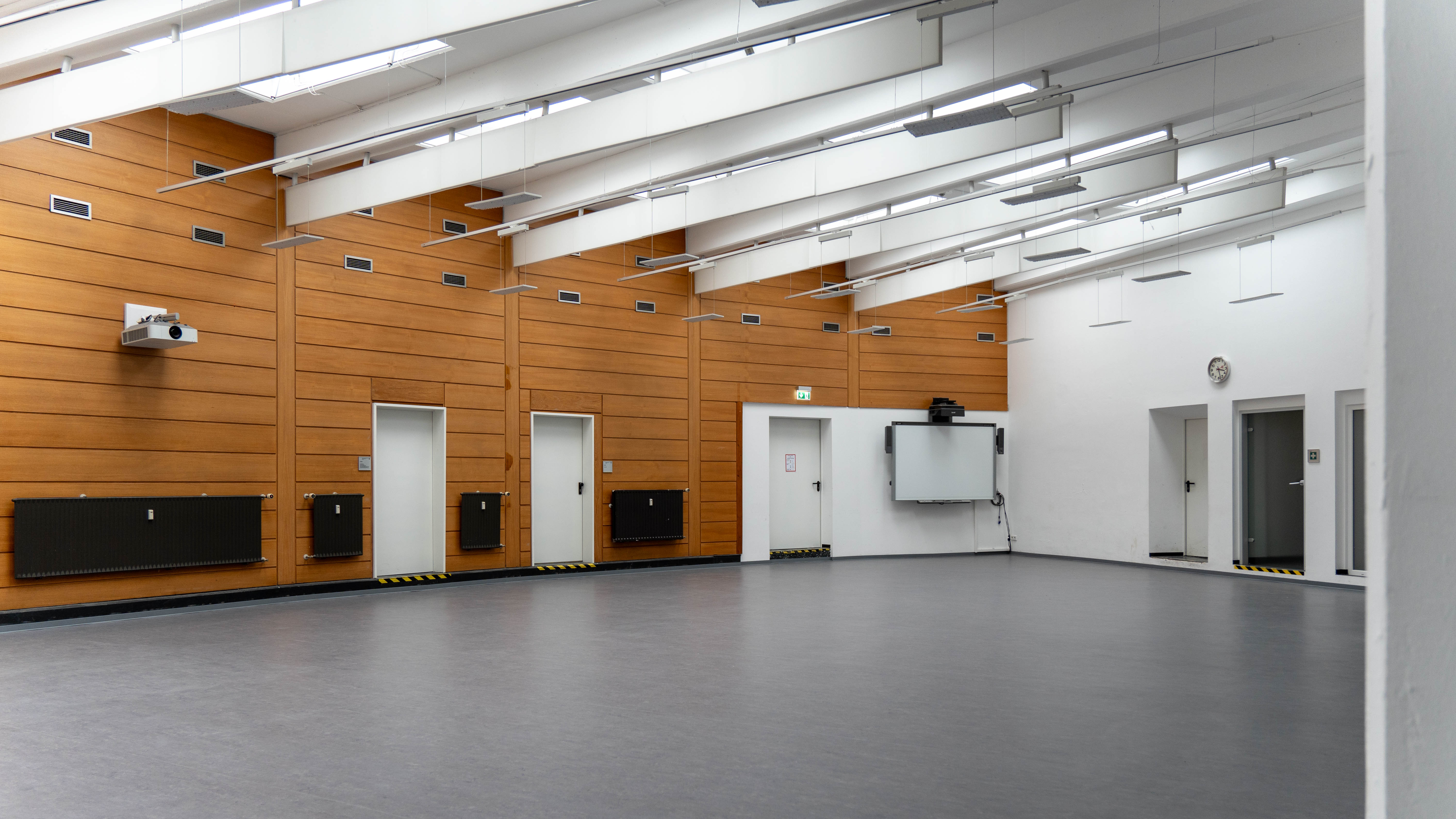
Schalterhalle

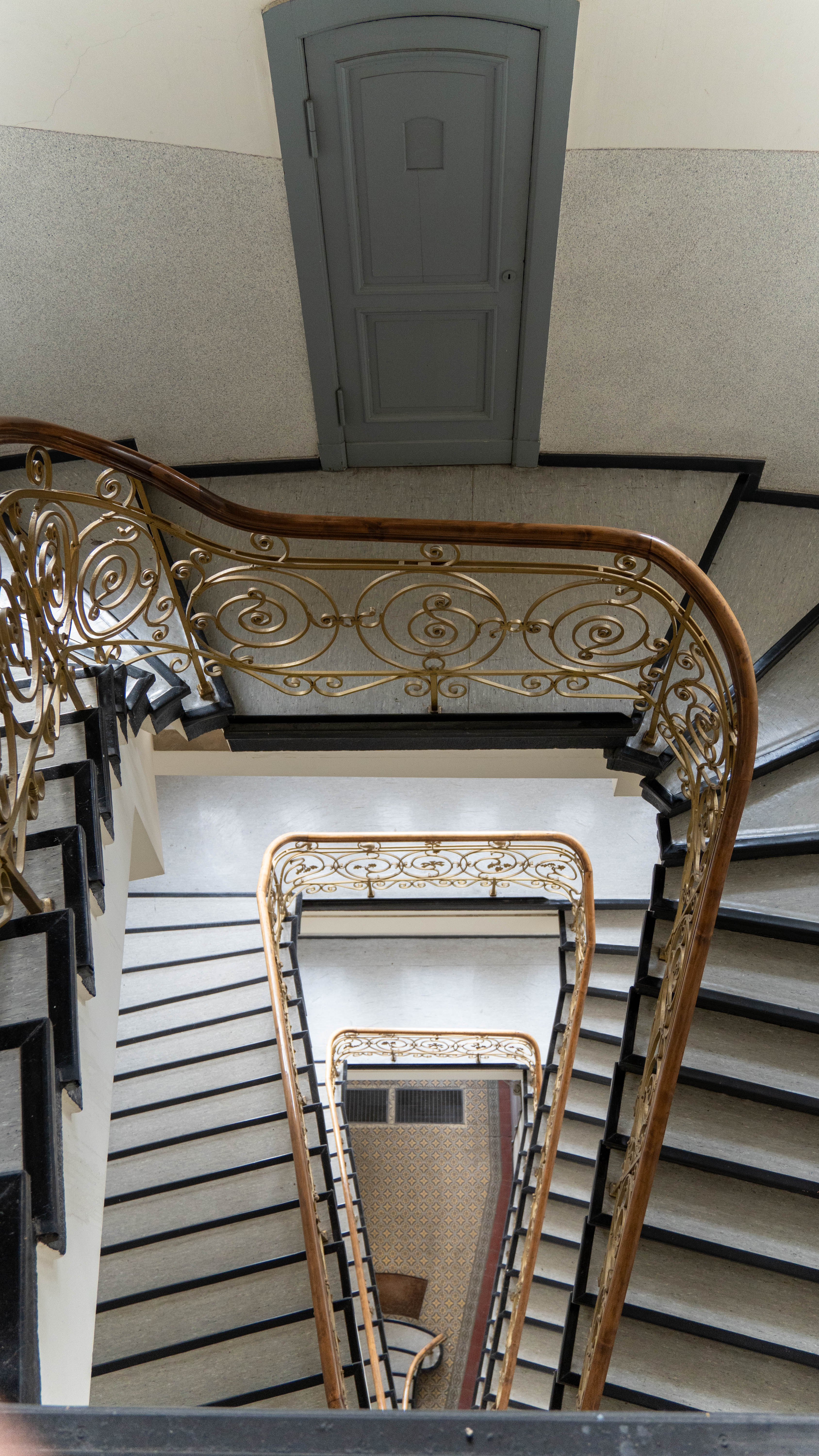
Treppenhaus

Bald nachdem im Oktober 1876 das Kaiserliche Postamt am Jahnplatz bezogen worden war, wurde bereits über Platzmangel geklagt. Erst um die Jahrhundertwende konnte ein geeignetes Grundstück erworben werden, auf dem ab April 1902 ein repräsentativer Neubau im Stil des Historismus errichtet wurde, der im Oktober 1904 von Postamt und Telegrafenamt bezogen wurde.
Im September 1944 entstanden schwere Schäden durch Bombenangriffe. Die große Schalterhalle konnte trotz Materialknappheit bereits 1948 wieder eröffnet werden. In den 1960er Jahren wurde die Packkammer abgerissen und ein modernes Technikzentrum errichtet. Anfang 1977 wurde der Altbau vom Fernmeldeamt 2 übernommen, es fand eine weitere Instandsetzung des Innenausbaus statt. Die Fassade wurde 1980 restauriert, gleichwohl wurde von der Oberpostdirektion schon 1982 wieder der Abriss in Betracht gezogen, was jedoch durch energische Proteste von Bürgern und Lokalpolitikern verhindert werden konnte. Weitere denkmalgerechte Renovierungsmaßnahmen fanden zwischen 1992 und 1994 statt.
Bis zum Verkauf im Jahr 2003 diente das Gebäude noch als Hauptpost der Stadt Bielefeld. Nach Jahren des Leerstandes befand sich im Erdgeschoss von 2011 bis 2012 eine Filiale der Sparkasse Bielefeld. 

## Heutige Nutzung
Seit 2014 wird das Gebäude von verschiedenen Mietern dauerhaft genutzt, worunter das Zentrum für schulpraktische Lehrerausbildung Bielefeld, ein Studienseminar der nordrhein-westfälischen Lehrerausbildung, der größte ist. Das Sprachinstitut Bielefeld des Internationalen Bundes ist Mieterin einer weiteren Etage.